# SLC38A2
SLC38A2 (англ. Solute carrier family 38 member 2) – білок, який кодується однойменним геном, розташованим у людей на короткому плечі 12-ї хромосоми. Довжина поліпептидного ланцюга білка становить 506 амінокислот, а молекулярна маса — 56 026.
| 10         |  | 20         |  | 30         |  | 40         |  | 50         |
| ---------- |  | ---------- |  | ---------- |  | ---------- |  | ---------- |
| MKKAEMGRFS |  | ISPDEDSSSY |  | SSNSDFNYSY |  | PTKQAALKSH |  | YADVDPENQN |
| FLLESNLGKK |  | KYETEFHPGT |  | TSFGMSVFNL |  | SNAIVGSGIL |  | GLSYAMANTG |
| IALFIILLTF |  | VSIFSLYSVH |  | LLLKTANEGG |  | SLLYEQLGYK |  | AFGLVGKLAA |
| SGSITMQNIG |  | AMSSYLFIVK |  | YELPLVIQAL |  | TNIEDKTGLW |  | YLNGNYLVLL |
| VSLVVILPLS |  | LFRNLGYLGY |  | TSGLSLLCMV |  | FFLIVVICKK |  | FQVPCPVEAA |
| LIINETINTT |  | LTQPTALVPA |  | LSHNVTENDS |  | CRPHYFIFNS |  | QTVYAVPILI |
| FSFVCHPAVL |  | PIYEELKDRS |  | RRRMMNVSKI |  | SFFAMFLMYL |  | LAALFGYLTF |
| YEHVESELLH |  | TYSSILGTDI |  | LLLIVRLAVL |  | MAVTLTVPVV |  | IFPIRSSVTH |
| LLCASKDFSW |  | WRHSLITVSI |  | LAFTNLLVIF |  | VPTIRDIFGF |  | IGASAASMLI |
| FILPSAFYIK |  | LVKKEPMKSV |  | QKIGALFFLL |  | SGVLVMTGSM |  | ALIVLDWVHN |
| APGGGH     |  |            |  |            |  |            |  |            |

A: Аланін

C: Цистеїн

D: Аспарагінова кислота

E: Глутамінова кислота

F: Фенілаланін

G: Гліцин

H: Гістидин

I: Ізолейцин

K: Лізин

L: Лейцин

M: Метіонін

N: Аспарагін

P: Пролін

Q: Глутамін

R: Аргінін

S: Серин

T: Треонін

V: Валін

W: Триптофан

Кодований геном білок за функцією належить до фосфопротеїнів. 
Задіяний у таких біологічних процесах, як транспорт іонів, транспорт, транспорт натрію, транспорт амінокислот, симпортний транспорт, альтернативний сплайсинг. 
Білок має сайт для зв'язування з іоном натрію. 
Локалізований у клітинній мембрані, мембрані.